# ポテンショメータ

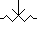

ポテンショメータ（英: potentiometer）とは、本来の意味では回転角や移動量を電圧に変換する機器・素子をいうが、英語圏ではいわゆる半固定型（トリマ）を含む可変抵抗器の総称として使われている。この記事ではそれらのそれぞれについて説明する。
コントローラにおいてアナログ量を入力する操作部分や、サーボモータ等で出力状態の検出に使われる。また、機器の微調整のために使用して、一度値を決めたら以後ほとんど再調整する事のない用途では半固定抵抗器が使われる。

## 可変抵抗

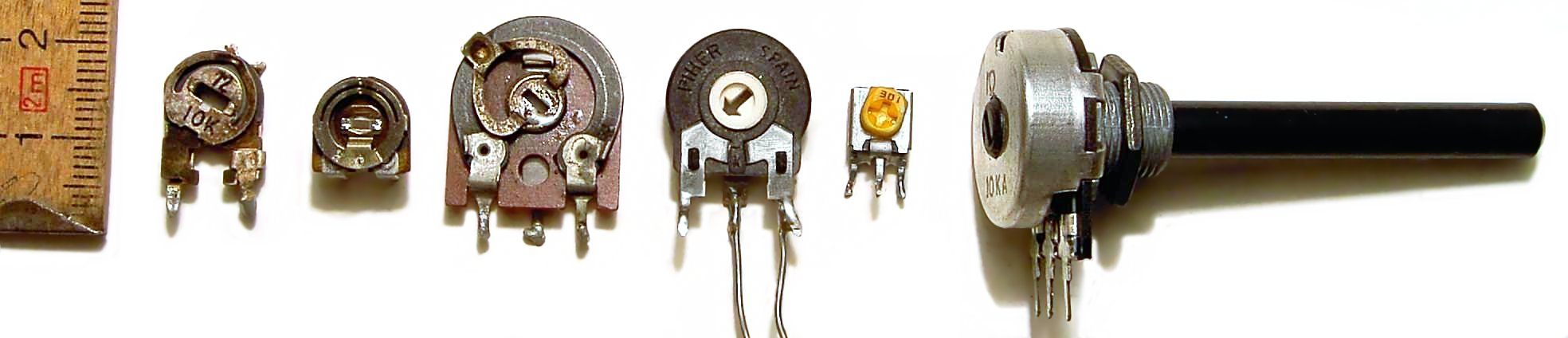
ロータリー型

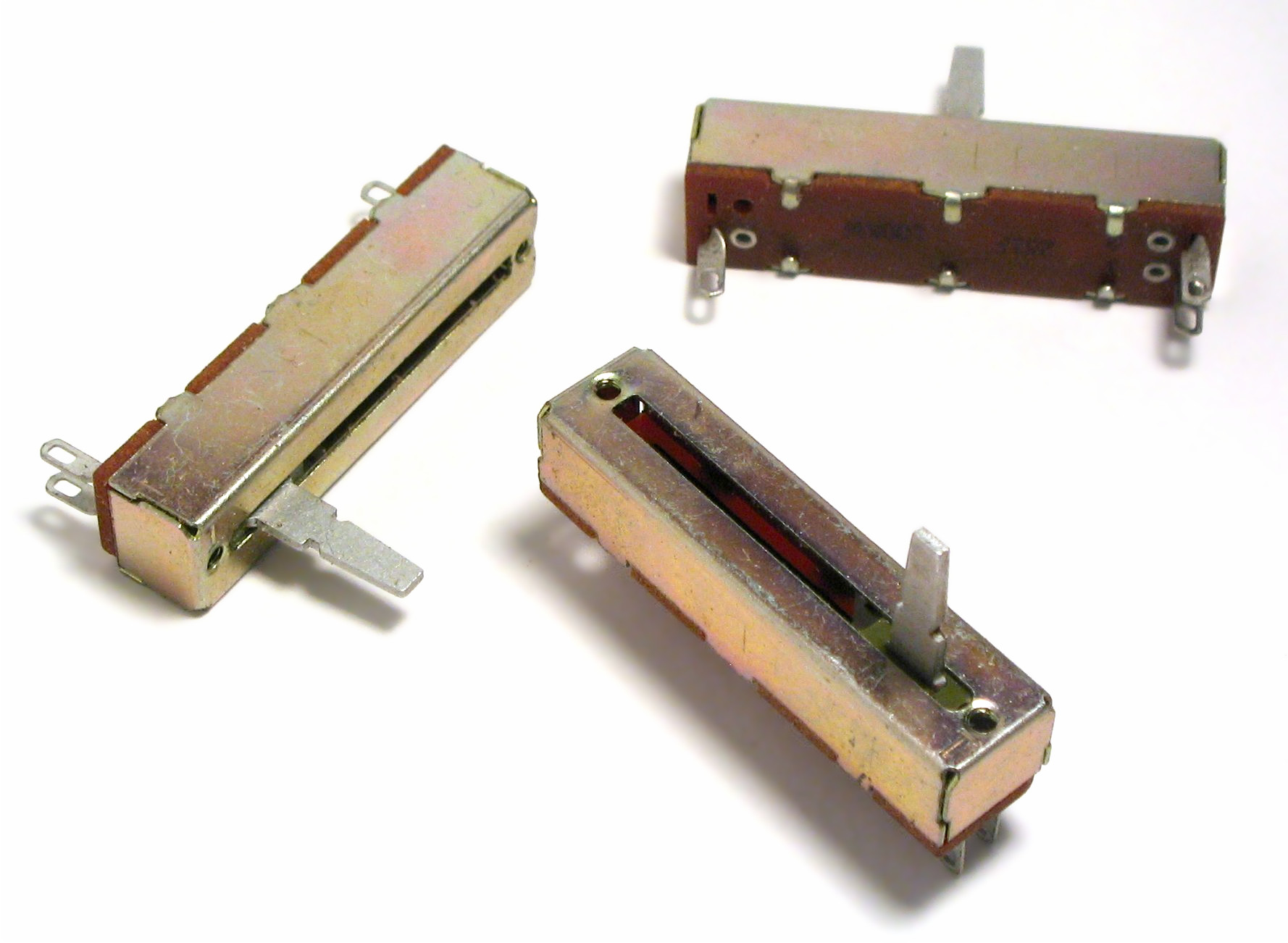
リニア型

ボリューム（音量）の調整用など、頻繁に抵抗値を変えたい用途に使われる抵抗で、Cの字型状や線分状のむきだしの抵抗体と摺動子またはワイパーと呼ばれる部分（スライドする接点）から構成される。日本ではバリオームないしはボリュームと呼ばれることも多い。略号はVR（variable resistor）。
回転角度と抵抗値の特性カーブにはA/B/Cの三種類がある。人間の聴覚特性に合わせて音量調整用には特にA型のボリュームが使用される。
抵抗器が2段3段と重ねられている「２連～３連ボリューム」や回転軸が内外２軸になっており二重つまみで別々に調整できる「２重ボリューム」がある。ステレオで左右の音量を調整する用途に用いられている。通信工業・測定機器・精密機器用には外気と遮断されたモールド型のものが使用されるが、試作品や安価な民生用には抵抗体を保護する簡易な金属缶で覆っただけのものが用いられる。
回転軸には一般につまみを装着して使用されるが、単なる丸棒であったり切り欠きがついていたり、スリ割りとローレットが切ってあったり、また長さも用途によってまちまちである。回転軸とパネル装着用のネジが切られた軸受けの間には高粘度のグリスが塗布されており、この粘度が軸の回転トルクを決定している。半固定抵抗の用途に使用される場合にはマイナスのドライバーで回転できるよう軸上面に溝が切ってあるだけのものもある。電源スイッチが組み込まれているものもあり回転の左端でスイッチが入るもの、押しボタンスイッチが組み込まれたものなどがある。近年は携帯機器への組み込みの需要（基板直付けなど）からより小型化し、かつ信頼性に勝る製品が登場して旧来の形態より面目の一新が見られている。

## ポテンショメータ
日本では、構造は可変抵抗そのものであるが回転角に正確に応じた抵抗値ないし分圧回路に使用して分圧した電圧を出力するものや多回転型のものを、特に「ポテンショメータ」と呼ぶことが多い。
形状としては、回転角度を検出するロータリーポテンショメータと、直線上の位置を検出するリニアポテンショメータがある。ロータリー型のものでは、単回転型と多回転型とがある。抵抗部に巻線抵抗を使用している物、導電性プラスチックを使用している物などがある。精度を保証するために、移動量に対する抵抗値変化がリニアになるように注意を払って作成されている。使用方法としては、二つの固定電極の両端に基準電圧を掛け、可動電極の電圧を測定することで、可動電極の位置を判定する。

## 半固定抵抗
回路定数の調整等、抵抗値を一度変更したらそのままの値で使用するような用途に使う。単回転型と、微妙な調整を行う所に使用する多回転型とがある。安価な物では抵抗体に炭素皮膜や巻線型抵抗体が使われるが、通常はサーメットを使ったものが多い。回転角度に対する抵抗値変化の精度はそれほど必要とされないが、機械的バックラッシュの少ないことと、設定した抵抗値が変化しないことが求められる。トリマポテンショメータとも呼ばれる。

## デジタルポテンショメータ
抵抗値をデジタル制御できるようにした集積回路。電子ボリュームとも言う。アンプの増幅率の調整などに使われる。内部にスイッチと抵抗のアレイが集積されており、スイッチを切り替えることで抵抗値を変更している。